# 현무-4
현무-4(玄武-4)는 대한민국이 개발한 지대지 탄도 미사일이다. 표면상 벙커버스터 미사일로, SRBM으로 분류되고 있으나, 그 제원이나 주변국과의 안보 상황을 고려하면 MRBM으로 분류될 수 있다. 2017년 한미 미사일 지침 개정을 통해 개발되었다. 2020년 개발을 최종적으로 완료하였다.

## 벙커버스터
2017년 9월 3일 북한이 6차 핵실험을 단행하자, 4일 한미 정상간 전화 통화를 통해 한국의 탄두중량 해제 요청이 받아들여졌다. 북한의 6차 핵실험 이전에 한국은 탄두중량 증가를 계속 요청해왔다.
탄두 중량 2t인 현무-4 미사일이 개발되면, 미사일이 마하10 가량의 속도로 지상에 낙하하기 때문에 이를 감안해서 항공기에서 투하하는 GBU-28이나 벙커버스터(GBU-57)보다 2∼3배의 파괴력과 지하 관통력을 가질 것이어서, 전술 핵무기급의 전략무기가 될 것이라고 평가하기도 한다.
- GBU-28 벙커버스터, 중량 2.2톤, 탄두중량 286 kg, 5,000psi 강화 콘크리트 6 m 관통, 지표면 30 m 관통
- GBU-57 벙커버스터, 중량 14톤, 탄두중량 2.4톤, 5,000psi 강화 콘크리트 60 m 관통

한국군은 GBU-28의 4배 관통력이라고 평가하므로, 5,000psi 강화 콘크리트 24m 관통능력을 가진다는 의미인데, GBU-28보다는 가볍지만, 낙하속도가 마하 8인 관계로 에너지를 계산하면 더 높게 나오기에 GBU-28보다 더 관통력이 좋을 수도 있다.
미국에서는 마하 0.9의 속도에 탄두중량 450 kg인 토마호크 미사일이 사실상 전술 핵무기급 성능을 갖는다고 평가한다. 여기서 전술 핵무기란, GPS가 개발되기 이전의 정확도가 낮은 탄도 미사일 시대의 전술 핵무기를 말한다. GPS의 개발로 토마호크 미사일의 정확도가 매우 높아져 쪽집게 스마트 공습이 가능해지자, 예전의 부정확한 전술 핵미사일만이 파괴할 수 있었던 견고한 콘크리트 건물을, 토마호크로 파괴할 수 있게 되었다.
한국군은 이미 관련 기술을 확보하고 있어서, 2020년 이후 현무-4 미사일의 양산과 동시에 실전배치를 할 계획이다.
2020년 2월 18일, 신형 현무 미사일에 관한 기사가 나왔다. 이 기사에 따르면 500km 사거리에 탄두가 무려 4t급인 미사일과 800km 사거리에 탄두 2t급 미사일을 군에서 이미 확보했다고 한다. 괴물 벙커버스터'로 알려진 국산 신형 탄도미사일 현무-4의 사거리를 300~500km로 줄일 경우 탄두 중량이 4~5t 이상으로 늘어나 지하 깊숙이 있는 이른바 ‘김정은 벙커’도 파괴할 수 있는 것으로 알려졌다. 탄두중량 4-5t인 외국 미사일들을 살펴보면, 러시아 UR-100N ICBM은 탄두중량 4.35톤, 750 kt 수소폭탄 6발을 탑재한다.이어서 탄두 중량과 위력이 증강된 탄도 미사일을 계속 개발 중이라고 한다.

## 파생형
ADD는 발사지점에 따라 이름을 정했다.
현무 4-1지대지 탄도미사일
현무 4-2함대지 탄도미사일, 백령도함
현무 4-4잠대지 탄도미사일(SLBM), 도산안창호급 잠수함

## 시험발사
2020년 3월 중순, 김유근 청와대 국가안보실 제1차장, 남세규 국방과학연구소(ADD) 소장 및 강태원 부소장 등 극소수 정부 관계자가 참여한 가운데 충남 태안군에 소재한 ADD 안흥시험장에서 현무-4 탄도미사일을 최초로 시험발사했다. 2발을 발사했다. 국립해양조사원은 현무-4 탄도미사일 첫 시험발사를 위해 3월16일부터 22일까지 서해안 일대에 항행경보를 발령했다. 정상 사격 각도보다 높여 고도를 늘리는 대신 직선 비행거리를 줄이는 고각발사를 했다. 2발 중 1발은 성공했으나 1발은 불발됐다.
정경두 국방장관은 2020년 신형 탄도미사일 현무-4 개발에 성공했다고 재확인했다. 문재인 대통령은 이날 국방과학연구소 창설 제50주년 기념행사 축사에서 "최근에는 한반도의 평화를 지킬 수 있는 충분한 사거리와 세계 최대 수준의 탄두 중량을 갖춘 탄도미사일 개발에 성공했다"고 밝혔다.

## 폭발력
정부 소식통은 "현무-4는 외기권(고도 500~1,000km)까지 올라간 뒤 마하-10 이상의 속도로 하강하도록 설계됐다”며 “이 미사일이 지상에 떨어지는 순간 위력이 전술핵 수준인 TNT 1kt(1,000t의 TNT를 터뜨릴 때 위력) 정도"라고 말했다. 현무-4의 탄두부엔 화약은 조금만 넣고, 대부분을 중금속으로 채웠다. 탄두를 무겁게 해서 운동 에너지를 높이기 위해서다.
현무-4는 고각 발사 미사일로 외기권인 1,000 km까지 상승한 뒤 2t의 탄두 중량으로 하강한다. 최고 속도는 마하 10에 육박하는 속도로 낙하하여 목표물을 300 m까지 관통할 수 있다. 이 정도의 운동에너지를 가지고 터지면 위력은 전술핵무기 수준이다. 게다가 가격은 한 발당 40억 정도에 불과한데 이런 무기를 수백 기 양산에 들어갈 예정이다.
그러나, 한 소식통은 이에 대해 "고각 발사 방식은 아니며, 웬만한 전술핵무기와 비슷한 위력을 갖고 있다는 것은 다소 과장된 면이 있다"고 말했다.

## ICBM
현무-2C, 현무-4가 볼가처럼 바퀴 10개 차량을 사용한다. 볼가 미사일과 미국 미젯맨 미사일이 한국에 시사하는 점이 크다. 즉 볼가 미사일은 1) 사거리 900 km 2) 2단 고체연료 단거리 탄도 미사일 3) 바퀴 10개 차량인데, 무게가 18톤이나 되어, ICBM인 16톤 미젯맨 미사일 보다 무겁다.
2020년 기준으로, 한국은 1) 사거리 800 km 2) 2단 고체연료 단거리 탄도 미사일 3) 바퀴 10개 차량의 개발 제한이 있었는데, 이 세가지를 잘 조합하면 ICBM 개발이 이론적으로는 수년전부터 충분히 가능했다는 점이다. 즉 A모델은 고추력 미젯맨 1단만 사용하고, B모델은 저추력 1단에 미젯맨 2단, C모델은 중추력 1단에 미젯맨 3단을 사용하면, ABC 모델 모두 1) 사거리 800 km 2) 2단 고체연료 단거리 탄도 미사일 3) 바퀴 10개 차량이다. 그러나 유사시, 또는 비공식적으로 미젯맨 123단을 결합하기만 하면 ICBM이 되는 것이다. 미젯맨 미사일은 탄두중량 500 kg인데, 미니트맨 미사일의 1 Mt W59 핵탄두 무게가 250 kg, Mk.5 RV가 200 kg으로 탄두중량 450 kg이면 1메가톤 핵탄두가 가능하다. 1메가톤은 단 한발로 서울시 천만명이 몰살된다는 위력으로 유명하다. 즉, 현무-4를 기반으로 미젯맨과 같은 소형ICBM을 개발 가능하다는 것이다.
그러나, 2021년 5월 22일 부로 한미 미사일 사거리 지침이 종료되고, 한국은 주변국에 눈치 보지 않고 마음껏 미사일을 개발할 수 있게 되었다. 2023년 상반기에 실질적으로 사거리 5,500 km의 IRBM으로 평가받는 현무-5의 개발이 완료될 예정이다.

## 사거리와 MRBM
미국 UGM-133 트라이던트 II의 사거리를 참고하면, 다음과 같다.
| Mk-5 RVs | 탄두중량 (kg) | D-5 사거리 (km) | 사거리 연장비율 (%) |
| -------- | ------------- | --------------- | ------------------- |
| 8        | 2,700         | 7,593           | nominal             |
| 7        | 2,525         | 8,278           | 9                   |
| 6        | 2,350         | 9,111           | 20                  |
| 5        | 2,175         | 10,148          | 34                  |
| 4        | 2,000         | 11,519          | 52                  |
| 3        | 1,825         | 13,482          | 78                  |

즉, 현무-4의 탄두중량이 2톤일 때 사거리 800km의 SRBM이라는 의미는, 탄두중량이 500kg으로 줄면 사거리 최대 3,200km 보다 더 나가는 IRBM이라는 것을, 트라이던트의 사례를 참고하면, 쉽게 계산이 가능하다. 한국에서 중국을 넘어 베트남 수도 하노이까지가 2,700km 거리다. 즉, 사거리 3,200km는 중국 거의 전역이 모두 커버된다. 미국의 괌이 한국에서 3,000km 떨어져 있다. 현무-4를 통상적인 탄두중량인 1톤 내외로 운용할 경우, MRBM으로 충분히 사용 가능하다는 것을 알 수 있다. 북한 전역은 물론, 중국 대부분의 지역과 일본 전역을 커버한다.

## 같이 보기
- 벙커버스터
- 현무-2
- 현무-3
- 한미 미사일 지침(Missile Guideline)
- 한미NMG개정(New Missile Guideline)